# Коґула (Ляене-Сааре)
Ко́ґула (ест. Kogula küla) — село в Естонії, у волості Ляене-Сааре повіту Сааремаа.

## Населення
Чисельність населення на 31 грудня 2011 року становила 19 осіб.

## Географія
Через село проходить автошлях 78 (Курессааре — Кігелконна — Веере). Від села починається дорога 111 (Тегумарді — Коґула).

## Історія
До 12 грудня 2014 року село входило до складу волості Кярла.

## Пам'ятки природи
На південний схід від села розташовується заказник Муллуту-Лооде (Mullutu-Loode hoiuala), площа — 5220,6 га (58°15′19″ пн. ш. 22°21′1″ сх. д. / 58.25528° пн. ш. 22.35028° сх. д.).